# Квір-лев
«Квір-лев» (англ. Queer Lion) — спеціальна нагорода Венеційського кінофестивалю, що вручається з 2007 року найкращим фільмам, присвяченим темі гомосексуальності та квір-культури.

## Історія створення
2003 року президент асоціації CinemArte Даніель Касагранде на прохання журналу Venezia News узяв інтерв'ю у директора Венеційського кінофестивалю Морітц де Хаделна. Під час інтерв'ю Касагранде поцікавився у Де Хаделна, чи буде Венеційський кінофестиваль вітати створення спеціального призу за фільми на гомосексуальну тематику, як це вже було зроблено на Берлінському кінофестивалі 20 років тому (премія Teddy). Незважаючи на позитивну відповідь, у зв'язку зі зміною директора кінофестивалю, що відбулась того року, проект тривалий час не було реалізовано. Тим не менш, новий директор кінофестивалю Марко Мюллер оголосив про заснування нового призу 2007 року.
Даніель Касагранде, що стоїть біля витоків кінопремії Queer Lion, щорічно бере участь у роботі журі кінофестивалю як координатор. У 2008 року журі очолював відомий італійський режисер Тінто Брасс.

## Лауреати
| Рік     | Українська назва                     | Оригінальна назва            | Режисер(и)                 | Країна (и)                                                           | Посилання |
| 2000-ні | 2000-ні                              | 2000-ні                      | 2000-ні                    | 2000-ні                                                              | 2000-ні   |
| ------- | ------------------------------------ | ---------------------------- | -------------------------- | -------------------------------------------------------------------- | --------- |
| 2007    | Швидкість життя                      | The Speed Of Life            | Едвард Радтке              | США                                                                  | [ 2 ]     |
| 2008    | Інша планета                         | Un Altro Pianeta             | Стефано Туммоліні          | Італія                                                               | [ 3 ]     |
| 2009    | Самотній чоловік                     | A Single Man                 | Том Форд                   | США                                                                  | [ 4 ]     |
| 2010-ті |                                      |                              |                            |                                                                      |           |
| 2010    | У майбутньому                        | En el Futuro                 | Мауро Андріці              | Аргентина                                                            | [ 5 ]     |
| 2011    | Саломея Вайльд                       | Wilde Salomé                 | Аль Пачіно                 | США                                                                  | [ 6 ]     |
| 2012    | Вага                                 | 무게                         | Чжон Кю Хван               | Південна Корея                                                       | [ 7 ]     |
| 2013    | Філомена                             | Philomena                    | Стівен Фрірз               | Велика Британія                                                      | [ 8 ]     |
| 2014    | Літні ночі                           | Les Nuits d'été              | Маріо Фанфані              | Франція                                                              | [ 9 ]     |
| 2015    | Дівчина з Данії                      | The Danish Girl              | Том Гупер                  | США                                                                  | [ 10 ]    |
| 2016    | Кам'яне серце                        | Hjartasteinn                 | Гудмундур Арнар Гудмундсон | Ісландія                                                             | [ 9 ]     |
| 2017    | Марвін, або Чудове виховання         | Marvin ou la belle éducation | Анн Фонтен                 | Франція                                                              | [ 9 ]     |
| 2018    | Хосе                                 | José                         | Лі Чен                     | Гватемала, США                                                       | [ 11 ]    |
| 2019    | Принц                                | El Principe                  | Себастьян Муньос           | Чилі                                                                 | [ 12 ]    |
| 2020-ті |                                      |                              |                            |                                                                      |           |
| 2020    | Майбутнє                             | The World to Come            | Мона Фаствольд             | США                                                                  | [ 13 ]    |
| 2021    | Остання глава                        | La dernière séance           | Джанлука Матаррезе         | Італія, Франція                                                      | [ 14 ]    |
| 2022    | З моєї шкіри                         | Aus meiner Haut              | Alex Schaad                | Німеччина                                                            | [ 15 ]    |
| 2023    | Домашнє господарство для початківців | Домаќинство за почетници     | Горан Столевський          | Польща, Сербія, Австралія, Хорватія, Косово, Північна Македонія, США | [ 16 ]    |
| 2024    | Душа пустелі                         | Alma del Desierto            | Моніка Табоада-Тапіа       | Колумбія, Бразилія                                                   | [ 17 ]    |

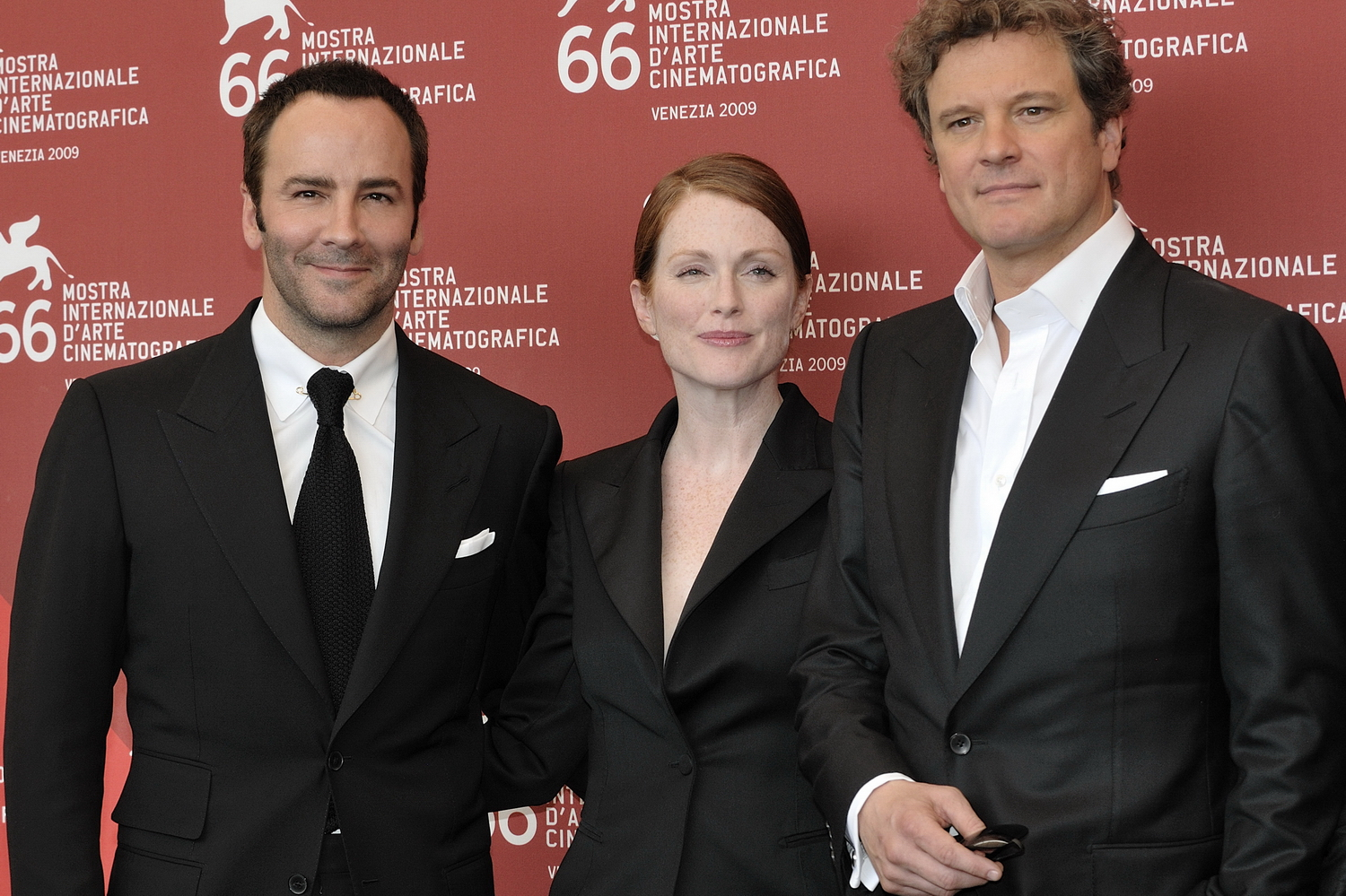
Том Форд, Джуліанна Мур та Колін Ферт на 66-му Венеційському фестивалі.

2007 року спеціальна премія дісталася фільму «Слідчий» режисера Кеннета Брана. А 2009 року спеціальний Квір-лев «За життєві досягнення» дістався режисерові Енгу Лі.

## Приз
Картина-призер вибирається з усього спектру представлених на фестивалі фільмів (як конкурсних, так і позаконкурсних).

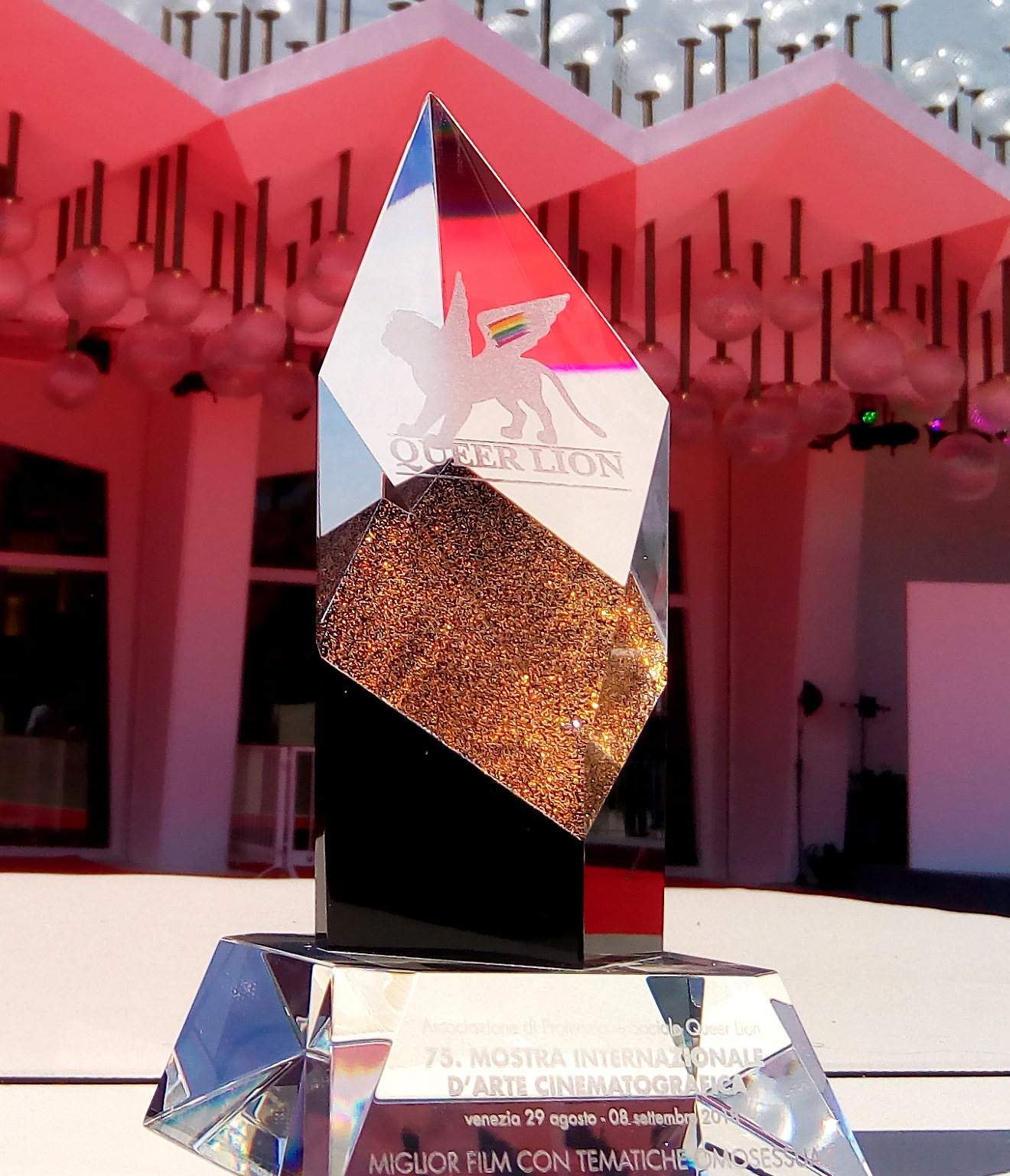
З 2018 року трофеєм Queer Lion Award є скляна призма на скляній підставці, на якій вигравірувано логотип премії, а також дати та номер Венеціанського міжнародного кінофестивалю.